# Kämpholmen
Kämpholmen är en ö i Finland. Den ligger i Finska viken och i kommunen Lovisa i den ekonomiska regionen  Lovisa i landskapet Nyland, i den södra delen av landet. Ön ligger omkring 73 kilometer öster om Helsingfors.
Öns area är 28,8 hektar och dess största längd är 1,1 kilometer i öst-västlig riktning.